# Semjonow-Nunatak
Der Semjonow-Nunatak (russisch Нунатак Семёнова Nunatak Semjonowa) ist ein isolierter Nunatak im ostantarktischen Coatsland.
Russische Wissenschaftler benannten ihn. Der Namensgeber ist nicht überliefert.